# Santa María (Villardevós)
Santa María es una aldea situada en la parroquia de Trasiglesia, del municipio español de Villardevós, en la provincia de Orense, Galicia.

## Demografía
| Gráfica de evolución demográfica de Santa María entre 2000 y 2023 |
|                                                                   |
| Datos según el nomenclátor publicado por el INE.                  |